# Khướu mỏ dẹt ngực trắng
Psittiparus ruficeps là một loài chim trong họ Paradoxornithidae, trước đây xếp trong họ Sylviidae.
Khu vực phân bố: Nepal tới Bhutan, bắc Assam, Hoa Nam (tây bắc Vân Nam), đông nam Tây Tạng.
Cho tới gần đây nó vẫn được coi là đồng loài với Psittiparus bakeri.